# クレムフカ
クレムフカ（波: kremówka）もしくはナポレオンカ（波: napoleonka）とは、ポーランドのクリームパイの一種。2枚のパイ生地の間にホイップクリーム、バタークリーム、バニラカスタードクリーム、またはメレンゲを挟み、通常では上に粉砂糖を振りかけた物をさす。店によって、上にクリームやアイシングでデコレーションする場合がある。ケーキそれ自体はミルフィーユの一種である。

## ナポレオンカとクレムフカ
クレムフカという名前は、クリームパイという意味であり、ナポレオンカという名前は、ミルフィーユの一種のナポレオンパイから来ている。
クレムフカは店によってナポレオンカと呼ばれ、新たな店の出店で名称の勢力図が書き換わるので、さながら戦争のように風刺されたりする。

## 噂話
時々、アルコールが入ったクレムフカが販売され、ローマ教皇ヨハネ・パウロ2世がそのバージョンが好きだったという噂が流れ、それにより人気となる事がある。しかし実際には、教皇が好きだったのは伝統的なクレムフカの方である。